# Francesco Loredan
Francesco Loredan (ou Francesco Loredano) (Veneza, 9 de fevereiro de 1685 – Veneza, 19 de maio de 1762) foi o 116.º Doge de Veneza, cargo que ocupou entre 18 de março de 1752 e a data da sua morte. Loredan era um homem de família rica mas de modesta cultura e experiência internacional limitada, e seguira uma carreira no comércio, tendo recusado várias vezes as embaixadas que lhe tinham sido oferecidas longe de Veneza, estando assim em grande contraste com o seu antecessor, Pietro Grimani, que fora poeta e diplomata. Loredan era celibatário. Foi sucedido por Marco Foscarini.

## O dogado
Francesco Loredan foi escolhido para doge de Veneza em 18 de março de 1752, mas devido à Páscoa só tomou posse em 6 de abril. O doge perdera todos os seus poderes e Loredan adapta-se rapidamente a esta situação. Um dos pontos principais a resolver era o conflito político interno entre os conservadores e os reformistas que desejavam grandes reformas da República. Os grupos de pressão conservadores foram capazes de bloquear os planos dos líderes reformistas, incluindo os de Angelo Querini, um dos principais defensores das "Lumières". Os reformistas são presos ou exilados. O doge, embora pudesse tomar uma posição a favor de um ou de outro, limitou-se a esperar passivamente por um partido vitorioso e perdeu a capacidade de mudar o destino da República.
Talvez o pequeno desenvolvimento económico que ocorreu a partir de 1756 tenha contribuído para prevenir o desenvolvimento de ideias reformistas. Este desenvolvimento é o resultado da Guerra dos Sete Anos, que permitiu aos comerciantes, graças à neutralidade da República, fazer o seu comércio sem concorrência. A derrota francesa em Veneza pode até ter contribuído para que Veneza voltasse a tomar o primeiro lugar nos mercados de pimentas vindas do Oriente.
Na política externa, há uma disputa com a República de Ragusa, e tensões contínuas com a Santa Sé, embora o Papa Clemente XIII fosse veneziano. Clemente XIII honrou o Doge com a Rosa de Ouro em 1759.
O doge, já velho e doente, sobreviveu um ano a uma doença e morreu em 19 de maio de 1762. A ansiedade de alguns nobres, incluindo Marco Foscarini, esperando pela sua morte para lhe suceder, é prova de como Loredano não foi respeitado e até muitas vezes ridicularizado, mesmo em público.
Sua morte ocorreu durante as festas da Ascensão. O enterro ocorreu no túmulo da família na Basílica de San Zanipolo e as cerimónias foram feitas 25 de maio, custando 13674 ducados.